# Kingston upon Thames
Kingston upon Thames là khu định cư chính của Royal Borough of Kingston upon Thames ở tây nam Luân Đôn. Đây là phố chợ cổ nơi các vua Saxon đăng quang và ngày nay là một ngoại ô có cự ly 10 dặm (16,1 km) về phía tây nam của Charing Cross. Nó là một trong các trung tâm thành thị được xác định trong London Plan.